# Rejon uniecki
Rejon uniecki (ros. Унечский район) – rejon w Rosji, w obwodzie briańskim, ze stolicą w Unieczy.

## Historia
Ziemie obecnego rejonu unieckiego w latach 1508–1514 i 1611–1667 znajdowały się w województwie smoleńskim, w Rzeczypospolitej Obojga Narodów. Od 1667 w granicach Rosji. W XIX w. leżały na pograniczu powiatów mglińskiego, starodubowskiego i suraskiego w guberni czernihowskiej. Rozwój tych terenów rozpoczął się po otwarciu w 1887 stacji kolejowej Uniecza. 2 września 2004 rejon otrzymał herb.

## Podział administracyjny
Od 1 stycznia 2006 rejon uniecki jest podzielony na 8 osiedli wiejskich i 1 osiedle miejskie.

## Gospodarka
Rejon uniecki jest regionem przemysłowo-rolniczym. Na jego terenie znajduje się węzeł kolejowy linii Homel - Briańsk z linią do Orszy.